# Шабанова, Ирина Николаевна
Ирина Николаевна Шаба́нова (10 сентября 1938, Уфа — 2 сентября 2024, Удмуртия) — советский и российский учёный-физик, доктор физико-математических наук (1990), профессор (1993). Член научного совета по физике металлов РАН, физико-химии поверхностей Уральского отделения РАН. Лауреат Государственной премии СССР (1985), Государственной премии Удмуртии (1994).
В 1962 году окончила Пермский университет. В 1969—1976 годах работала научным сотрудником Института физики металлов АН СССР. С 1976 года — заведующая лабораторией рентгенноэлектронной спектроскопии Физико-технического института Уральского отделения РАН, заведующая лабораторией электронной спектроскопии Удмуртского университета.
Проводила исследования в области электронной структуры поверхностных слоев и межфазных границ распределения твердых (кристаллических, ультрадисперсных аморфных) и жидких материалов. Разработка и создание первых отечественных электронных магнитных спектрометров.
Автор и соавтор более 200 научных трудов, 6 монографий. Самая известная работа — «Рентгеноэлектронная спектроскопия сверхтонких поверхностных слоев конденсированных систем» (1988).
Умерла 2 сентября 2024 года в Удмуртии в возрасте 85 лет.